# Pove del Grappa
Pove del Grappa es un municipio italiano de 3.096 habitantes de la provincia de Vicenza (región de Véneto). 

## Demografía
| Gráfica de evolución demográfica de Pove del Grappa entre 1861 y 2001 |
|                                                                       |
| fuente ISTAT - elaboración gráfica a cargo de Wikipedia               |